# Köpenickiad

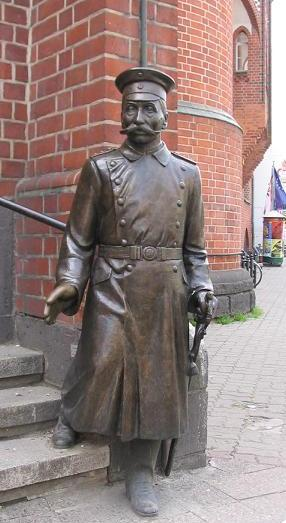
Staty av Wilhelm Voigt vid rådhuset i Köpenick

Köpenickiad är skämtsam beteckning för en typ av bedrägeri eller svindleri som innebär att använda ett antaget namn eller påhittad befogenhet för att lura till sig pengar eller andra fördelar. Ordet kommer från en händelse i det kejserliga Tyskland där skomakaren Wilhelm Voigt den 16 oktober 1906 förde myndigheterna i staden Köpenick, idag en stadsdel i Berlin, bakom ljuset.
Voigt var en tragisk figur på 55 år som suttit i fängelse för stölder en stor del av sitt vuxna liv. Han hade blivit frisläppt några månader tidigare, men kunde inte få arbete inom sitt yrke. Han skaffade sig då en preussisk kaptensuniform och valde på måfå några soldater som han kommenderade till rådhuset i staden Köpenick. Där lät han arrestera borgmästaren och polischefen. Den senare låg och sov i tjänsten när Voigt och soldaterna kom dit. Han beslagtog därefter stadskassan på drygt 4 000 mark och signerade kvittot med namnet på direktören från fängelset han just blivit utsläppt från. Borgmästaren och polischefen skickades till Berlin per vagn för att ”förhöras". Han förklarade för soldaterna att operationen i Köpenick var avslutad och gav dem pengar till mat och återfärd (med tåg) och passade därefter på att klä om sig till civila kläder.
Tio dagar senare greps Voigt och begreppet köpenickiad (ty. Köpenickiade) var myntat. Han dömdes till fyra års fängelse men benådades av kejsaren Vilhelm II redan 1908. Han skrev en bok om händelsen och turnerade runt om i Tyskland och höll föredrag.

## I historia och populärkultur
Händelsen kom snabbt att både i tyska och utländska tidningar ses som ett komiskt exempel på den i Tyskland, i synnerhet i Preussen, starka tilltron till militära auktoriteter, i och med att även civila myndigheter i fredstid underkastade sig Voigts order, enbart på grund av hans uniform.
Händelsen dramatiserades för teater av Carl Zuckmayer 1931 som pjäsen Kaptenen från Köpenick (i originaltitel Der Hauptmann von Köpenick). Flera filmer om händelsen baserade på Zuckmayers drama har spelats in.
En staty av Voigt finns utanför rådhuset i Köpenick, som också har ett litet museum med fakta om händelsen, med bland annat ett foto på Voigt i kaptensuniform.